# Vasilij Žbogar
Vasilij Žbogar [vasílij žbógar], slovenski jadralec, * 4. oktober 1975, Koper.
Žbogar živi v Izoli in je član Jadralnega kluba Burja. Njegova trenerja sta Trevor Millar in Marzio Brada. Do leta 2009 je tekmoval v razredu laser, nato v razredu finn.
Njegovi konjički so tenis, namizni tenis in nogomet. Trenutno študira marketing v Kopru. Govori slovensko, italijansko ter angleško. Z jadranjem se je začel ukvarjati pri 9 letih, ker ga je k temu spodbudil oče. 
Postal je prvi Slovenec z olimpijsko medaljo v jadranju. V Atenah leta 2004 je osvojil bron, v Pekingu leta 2008 pa srebro.
Pri 40-tih letih je 16. avgusta 2016 na Olimpijskih igrah 2016 v Riu de Janeiru osvojil še svojo tretjo olimpijsko medaljo, drugo srebrno.

## Dosežki

### Olimpijske igre
- srebro na OI v Riu de Janeiru 2016 (razred finn)
- srebro na OI v Pekingu 2008 (razred laser)
- bron na OI v Atenah 2004 (razred laser)

### Svetovno prvenstvo
- 3. mesto na svetovnem prvenstvu 2015 (razred finn)

### Evropsko prvenstvo
- 1. mesto na evropskem prvenstvu 2003, Split, (razred laser)
- 1. mesto na evropskem prvenstvu 2013, Warnemünde, (razred finn)
- 2. mesto na evropskem prvenstvu 2008, Nieuwpoort, (razred laser)
- 2. mesto na evropskem prvenstvu 2012, Scarlino, (razred finn)
- 2. mesto na evropskem prvenstvu 2014, La Rochelle, (razred finn)